# Блажаєв Павло Олексійович
Павло́ Олексі́йович Блажа́єв (нар. 25 квітня 1971) — український футболіст, воротар, що відомий насамперед завдяки виступам у складі київського ЦСКА, луцької «Волині» та низки інших українських клубів.

## Життєпис
Професійну кар'єру Павло Блажаєв розпочав у складі кіровського «Антрацита», що незабаром змінив назву на «Гірник». Молодий воротар відзначився не лише надійною грою в «рамці», а й бомбардирськими якостями, двічі вразивши ворота суперників. Протягом сезону 1992/93 змінив футбольну прописку, уклавши контракт з мелітопольським «Торпедо», кольори якого захищав протягом трьох років. У 1996 році перейшов до лав луцької «Волині», що виступала на той час у вищій лізі чемпіонату України. Блажаєв гідно тримав конкуренцію з більш досвідченими воротарями Бурчем та Марчуком, а після вильоту лучан до першої ліги конкурував за місце в основі з Тарасом Чопиком.
Наприкінці 1996 року Павла Блажаєва було викликано до лав Збройних сил України, внаслідок чого він підписав угоду з київським ЦСКА, згідно з якою до завершення строку служби мав грати у армійській команді, після чого повернувся б до Луцька. Втім, згодом з'ясувалося, що він не лише не зробив цього, а й уклав новий дворічний контракт з ЦСКА, отримавши квартиру в Києві. Підставою для переукладання угоди став факс за підписом президента «Волині» Анатолія Барабасевича, що прийшов до офісу армійців. Копію документа, у якому мова йшла про те, що луцький клуб не проти здійснення трансфера Блажаєва, було надано у ПФЛ, однак Барабасевич запевняв, що про подібну домовленість навіть не чув, а його підпис підроблено. Як з'ясувалося пізніше, перехід голкіпера до ЦСКА був узгоджений доволі давно і керівництво «Волині» погодилося відпустити його менше ніж за 30 000 $, отримавши гроші готівкою. Згодом їм надійшла пропозиція від російського «Ростсільмашу», що готовий був викласти за Блажаєва близько 70 тисяч, і Барабасевич почав «давати задню» в надії отримати більшу суму. Контракт Павла з «армійцями» було визнано дійним і він продовжив виступи за ЦСКА.
У сезоні 1998/99 Блажаєв на півроку вирушив у оренду до олександрійської «Поліграфтехніки», після чого знову повернувся до Києва, де виходив на поле переважно у складі ЦСКА-2, що брав участь у змаганнях першої ліги. Після створення футбольного клубу «Арсенал» на базі ЦСКА у міжсезоння 2000/01, Павло, як і низка інших гравців армійського клубу, уклав контракт з «канонірами», однак жодного матчу у складі нового клубу так і не провів. Натомість його було віддано в оренду до лав «новоутвореного» ЦСКА, що виник на тлі першолігового ЦСКА-2. У цьому клубі Блажаєв і завершив кар'єру, останні матчі зігравши восени 2004 року.
Після завершення активної ігрової кар'єри у жовтні 2004 року Блажаєв перейшов на тренерську роботу, відповідаючи за підготовку голкіперів в київському «Арсеналі». Незабаром отримав тренерський диплом УЄФА категорії «Б». Входив до тренерських штабів Олександра Заварова та Юрія Бакалова. Згодом працював з Віталієм Кварцяним та Анатолієм Дем'яненком у луцькій «Волині», залишив клуб у квітні 2013 року.

## Досягнення
- Брав участь у «бронзовому» (1992/93) сезоні «Гірника», що у міжсезонні змінив назву на «Антрацит», однак провів всього 5 матчів з 34.

## Цікаві факти
- У сезоні 2001/02 Павло Блажаєв приніс ЦСКА нічию у поєдинку з «Борисфеном», прийшовши до штрафної суперника під час кутового та вразивши ворота бориспільців[6].
- У квітні 2013 року Блажаєв взяв участь у турнірі з міні-футболу «3XL Cup», що проводився у Луцьку для футболістів вагою більше 100 кг, де з показником 136,2 кг став найважчим гравцем турніру[7].